# Cosmic Origins Spectrograph
A Cosmic Origins Spectrograph (magyarul: Kozmikus Eredetvizsgáló Spektrográf ) a Hubble űrtávcső egy harmadik generációs műszere.
A COS kizárólag az ultraibolya fényt képes látni, és egyben az eddigi legérzékenyebb UV-spektrográf, amit valaha az űrbe juttattak. Két csatornán a keresztül képes méréseket végezni: az első a FUV távoli ultraviola 115-től 205 nm-ig , a második NUV pedig a közeli ultraviola tartományban 170-től 320 nm-ig.
Amíg a COS inkább a pontszerű célpontok vizsgálatában jeleskedik, mint például: csillagok, kvazárok vagy exobolygók, addig a STIS remekül kiegészíti nagyobb látószögével, ha például egy galaxist kell vizsgálni.

## Tudományos céljai
Mint ahogy neve elárulja, a kozmosz eredetével kapcsolatos kutatásokhoz használják NASA és ESA kutatói.
- A világűr nagy struktúráinak és az galaxis közi anyag eredetének a megállapítása.
- Galaxisok kialakulásának és fejlődésének folyamatának a vizsgálata.
- A csillagok és bolygórendszereik eredete.